# Isola di Galveston
L'isola di Galveston (AFI: /ɡælvɪstən/, in inglese Galveston Island) è un'isola barriera situata al largo della costa del golfo del Texas, negli Stati Uniti d'America, a circa 80,5 km a sud-est di Houston. L'intera isola, ad eccezione di Jamaica Beach, si trova entro i confini della city di Galveston, nella contea di Galveston.
L'isola è lunga circa 43,5 km e larga non più di 4,8 km nel punto più ampio. L'isola è orientata da nord-est a sud-ovest, con il golfo del Messico a est e a sud, la baia di Galveston occidentale a ovest e la baia di Galveston a nord. Il principale punto di accesso dell'isola dalla terraferma è l'Interstate Highway 45 che attraversa la Galveston Causeway, che, a sua volta, attraversa la baia di Galveston occidentale sul lato nord-est dell'isola.
L'estremo nord dell'isola è separato da Bolivar Peninsula, dal porto di Galveston, dall'ingresso della baia di Galveston e dallo Houston Ship Channel. Il servizio di traghetto è disponibile tra l'isola di Galveston e Bolivar Peninsula. L'estremità meridionale dell'isola è separata dalla terraferma dal San Luis Pass. Il ponte a pedaggio San Luis Pass-Vacek collega la San Luis Pass Road sull'isola di Galveston alla Bluewater Highway che conduce a sud nella city di Surfside Beach.
I residenti dell'isola si classificano in due modi: nati sull'isola (BOI) e isolani per scelta (IBC). "BOI" è citato in stampa almeno dal 1956 e "IBC" è citato in stampa dal 1975.

## Istruzione
Tutti i residenti sono suddivisi in zone alla Ball High School.
I college e le università includono:
- Galveston College (GC)
- Texas A&M University a Galveston (TAMUG)
- University of Texas Medical Branch (UTMB)

## Storia

### Insediamenti
Al momento della colonizzazione da parte degli Europei, gli indigeni americani Akokisa e Karankawa vivevano e si accampavano su quella che divenne nota come isola di Galveston. Le culture precedenti probabilmente la usavano anche per la pesca stagionale e la caccia.
Gli storici ritengono che l'isola sia il luogo in cui Álvar Núñez Cabeza de Vaca e il suo piccolo gruppo fecero una breve sosta nel novembre 1528, durante la sua lunga e notevole odissea di sopravvivenza.
Jao de la Porta, insieme a suo fratello Morin, finanziò il primo insediamento di gruppi di Europei sull'isola di Galveston nel 1816. Jao de la Porta nacque in Portogallo da genitori ebrei e diventò un commerciante in Texas. De la Porta fu nominato supercargo per il commercio indiano Karankawa e in seguito divenne un commerciante a tempo pieno.
Il corsaro Jean Lafitte portò i suoi uomini e seguaci dalla Louisiana sull'isola, chiamando il suo insediamento Campeche, dal nome del più antico insediamento nella penisola dello Yucatan. Per alcuni anni, l'isola e la baia furono la loro base per la pirateria e il contrabbando di schiavi dopo che gli Stati Uniti avevano posto fine alla tratta internazionale degli schiavi nel 1808. Dopo aver attaccato una nave statunitense, Lafitte fu costretto nel 1821 ad andarsene dalla Marina statunitense.

### XXI secolo
Con l'avvento dell'indipendenza messicana nel 1821 e la rivoluzione del Texas subito dopo nel 1836, la popolazione anglo-americana nella Repubblica del Texas iniziò a crescere rapidamente. L'isola divenne in poco tempo il porto principale del Texas e una destinazione per l'immigrazione. Dopo l'annessione del Texas da parte degli Stati Uniti nel 1845, la popolazione dell'isola superò presto la popolazione di San Antonio. Divenne il principale centro abitato dello stato, titolo che manterrà fino quasi alla fine del XIX secolo. Galveston per un periodo prima della guerra civile americana era il più grande porto di spedizione del cotone al mondo e il secondo porto per l'immigrazione negli Stati Uniti. A metà del XIX secolo era un importante porto di ingresso per i numerosi tedeschi che entrarono nello stato.
Durante la guerra civile, l'esercito dell'Unione prese il controllo dell'isola da sud per alcuni mesi all'inizio del 1863. Le forze confederate comandate da John B. Magruder le espulsero dall'isola e i Confederati la controllarono per il resto della guerra.

### L'uragano
L'8 settembre 1900, a Galveston si verificò il più grande disastro naturale che abbia mai colpito gli Stati Uniti d'America. Nelle prime ore della sera dell'8 settembre, un uragano arrivò a terra, portando con sé una grande tempesta che inondò la maggior parte dell'isola di Galveston e la città di Galveston. Di conseguenza, gran parte della città fu distrutta e in poche ore furono uccise almeno 6.000 persone.
Isaac M. Cline, il meteorologo responsabile dell'ufficio meteorologico locale, viveva sull'isola di Galveston. Cline era a conoscenza di una tempesta nel Golfo sulla base di precedenti rapporti dalla Florida. Sebbene le condizioni meteorologiche fossero relativamente calme il 7 settembre, Cline osservò il mare agitato e le onde alte che sembravano diventare più minacciose di ora in ora. Inviò un telegramma a Washington DC, dicendo che pensava che gran parte della città sarebbe stata sott'acqua. Predisse, così, una perdita di vite molto pesante.
Dopo il passaggio dell'uragano, lo stato e la città costruirono una diga intorno alla parte abitata dell'isola. Alcune case furono rase al suolo e le molte nuove da costruire furono costruite su palafitte. La sabbia dragata dai corsi d'acqua vicini fu pompata nell'area all'interno della diga. Col tempo, l'elevazione della parte orientale dell'isola è stata aumentata di ben 5,2 m.